# Чёрный центролоф
Чёрный центролоф (лат. Centrolophus niger) — вид лучепёрых рыб из семейства центролофовых (Centrolophidae), единственный в роде центролофов (Centrolophus)

## Описание
Общая длина обычно не превышает 60 см, стандартная длина может достигать 150 см (не включая хвостовой плавник).

## Ареал
Распространён в теплых морях, в умеренных водах Северной Атлантики, на западе от Канады до Массачусетса (США) и на восток, включая Средиземное море,   проникают в Северо-Восточную Атлантику от Мадейры и Азорских островов до Северного моря. Распространён также практически по всем океанам юга: в южной части Атлантического океана, в Индийском океане и на юго-западе от Тихого океана, за исключением тропиков (антропогенное распространение).
Держится в отдалённых от берега водах. Молодые рыбы держатся в близких к поверхностным слоям, взрослые — в средних слоях.

## Биология
Обитает в открытом море. Ведёт одиночный образ жизни. Глубоководный вид, который предпочитает глубины от 40 до 1050 м, хотя чаще встречается на глубинах от 300 до 700 м. В Средиземном море нерест идёт поздней осенью. Питается рыбами, ракообразными, головоногими моллюсками.

## Синонимы
В синонимику вида входят следующие биномены:
- Acentrolophus maculosus Nardo, 1827
- Centrolophodes irvini Gilchrist & von Bonde, 1923
- Centrolophus liparis Risso, 1827
- Centrolophus maoricus Ogilby, 1893
- Centrolophus morio Cuvier, 1833
- Centrolophus pompilus (Linnaeus, 1758)
- Centrolophus valenciennesi Moreau, 1881
- Coryphaena pompilus Linnaeus, 1758
- Gymnocephalus messinensis Cocco, 1829
- Mupus bifasciatus Smith, 1961
- Perca nigra Gmelin, 1789
- Schedophilus elongatus Johnson, 1862